# Euro Offroad Series 2015/16
Die Euro Offroad Series 2015/16 (kurz EOS 2015/16) ist die fünfte Saison der Euro Offroad Series, einer Rennserie für funkferngesteuerte Modellautos in Europa.
Erneut wurden in dieser Saison vier Läufe ausgetragen. Neu in Kalender sind zwei Läufe am Nürburgring und einer in Mülheim-Kärlich.

## Klassen und Reglement
Gefahren wird mit funkferngesteuerten Modellautos im Maßstab 1:10. Alle Fahrzeuge werden durch Elektromotoren angetrieben.
Für die neue Saison wurden die Short-Course-Klassen durch zwei Stadium-Truck-Klassen ersetzt. Es wurden folglich vier Klassen ausgetragen: je eine für 4WD- und 2WD-Buggies und je eine für Modified und Stock Stadium Trucks. Nur in der Klasse Stadium Truck Stock ist der Motor auf einen Einheitsmotor von Muchmore mit 13,5 Wicklungen beschränkt, alle anderen haben freie Motorwahl.
Um darüber hinaus die Chancengleichheit zu wahren sind in jeder Klasse Einheitsreifen vorgeschrieben.
Der sportliche Ablauf sieht für jede Klasse freie Trainings, Vorläufe und drei Finale vor. Bei diesen Finalen werden die beiden besten eines jeden Fahrers gewertet, und so die Gesamtwertung ermittelt. Am Samstag eines Rennwochenendes werden die 2WD und Stadium Truck Stock Finale und am Sonntag die 4WD und Stadium Truck Modified Finale ausgetragen.

## Rennergebnisse
| Datum               | Austragungsort                       | 4WD          | 2WD            | Stadium Truck Mod | Stadium Truck Stock |
| ------------------- | ------------------------------------ | ------------ | -------------- | ----------------- | ------------------- |
| 18. – 20.09.2015    | Ring-Boulevard, Nürburgring          | Lee Martin   | Lee Martin     | Jörn Neumann      | -                   |
| 20. – 22.11.2015    | Hudy Racing Arena, Trencin           | Bruno Coelho | Lee Martin     | Jörn Neumann      | Tom Bujara          |
| 29. – 31.01.2016    | Philipp-Heift Halle, Mülheim-Kärlich | Bruno Coelho | Marc Rheinard  | Jörn Neumann      | Stefan Pfeifhofer   |
| 29.04. – 01.05.2016 | Ring-Boulevard, Nürburgring          | Bruno Coelho | Ryan Cavalieri | Ryan Cavalieri    | Björn Billino       |

## Endstände
| Platz | 4WD             | 4WD    | 2WD               | 2WD    | Stadium Truck Modified | Stadium Truck Modified | Stadium Truck Stock | Stadium Truck Stock |
| Platz | Fahrer          | Punkte | Fahrer            | Punkte | Fahrer                 | Punkte                 | Fahrer              | Punkte              |
| ----- | --------------- | ------ | ----------------- | ------ | ---------------------- | ---------------------- | ------------------- | ------------------- |
| 1     | Bruno Coelho    | 468    | Lee Martin        | 464    | Jörn Neumann           | 468                    | Björn Billino       | 308                 |
| 2     | Lee Martin      | 461    | Michal Orlowski   | 458    | Bartlomiej Zambrzycki  | 453                    | Tom Bujara          | 308                 |
| 3     | Martin Wollanka | 458    | Marc Rheinard     | 457    | Björn Billino          | 439                    | Magne Kobbevik      | 303                 |
| 4     | Marc Rheinard   | 449    | Martin Wollanka   | 452    | Scotty Ernst           | 434                    | Nicolaas Burleigh   | 302                 |
| 5     | Michal Orlowski | 447    | Bruno Coelho      | 451    | Per Eriksen            | 432                    | Scotty Ernst        | 302                 |
| 6     | Jörn Neumann    | 447    | Joona Haatanen    | 448    | Koen Middelkoop        | 426                    | Koen Middelkoop     | 296                 |
| 7     | Martin Bayer    | 439    | Jörn Neumann      | 446    | Joakim Nicolaisen      | 304                    | Per Eriksen         | 295                 |
| 8     | Hupo Hönigl     | 432    | Martin Bayer      | 439    | Stefan Pfeifhofer      | 302                    | Hans B. Revhaug     | 292                 |
| 9     | Ales Bayer      | 432    | Joakim Nicolaisen | 433    | Robert Hart            | 301                    | Stefan Pfeifhofer   | 156                 |
| 10    | Kaito Kodera    | 431    | Kaito Kodera      | 430    | Daniel Kobbevik        | 300                    | Juraj Hudy          | 154                 |